# Ciudad sin luz
 Ciudad sin luz  es una película de Argentina filmada en colores dirigida por Juan Carlos Arch sobre su propio guion escrito en colaboración Carlos Catania que se estrenó el 1 de marzo de 2001 y que tuvo como actores principales a Diego Soffici, Carlos Catania, Lidia Smidt y Ulises Dumont.

## Sinopsis
Desesperado por mantener a su familia un desocupado se vincula con un delincuente que oculta su pasado.

## Reparto
- Diego Soffici
- Carlos Catania
- Miguel Flores
- Lidia Smidt
- Ulises Dumont
- Adrián Airala
- Ulises Bechis
- Rafael Bruzza
- Benito Leonardi
- María Rosa Pffeifer

## Críticas
Luis Ormaechea en el sitio web otro-campo.com escribió:

”A pesar de la interesante propuesta de combinar los atractivos de una historia policial con toques de realismo social es un film fallido por…la ingenuidad de numerosas situaciones, un guion demasiado abarcativo… y una carencia de ritmo en el montaje..los planos de este film duran demasiado tiempo, teniendo en cuenta la poco información que brindan muchas veces…un esteticismo vacío de todo sentido que al atenerse demasiado a las convenciones narrativas pueden ser (y en este caso, lo es) aburrido.” 

Pedro B. Rey en La Nación opinó:

”película hipertrofiada de lugarees comunes y buenas intenciones superficiales…La exasperante dirección de los actores colabora con el hastío.”

Manrupe y Portela escriben:

”Extenso y fallido telefilm que busca cruzar suspenso y testimonial.” 